# Pniewnik
Pniewnik – wieś w Polsce położona w województwie mazowieckim, w powiecie węgrowskim, w gminie Korytnica. Ma status sołectwa.  Przez Pniewnik przebiega droga wojewódzka nr 637 łącząca Warszawę i Węgrów, dzięki temu dla wielu mieszkańców okolicznych miejscowości jest węzłem przesiadkowym dla komunikacji z Warszawą.
W czasach zaboru rosyjskiego w granicach Królestwa Kongresowego istniała gmina Pniewnik. W latach 1954-1959 wieś była siedzibą gromady Pniewnik, po jej zniesieniu w gromadzie Roguszyn. 
W latach 1975–1998 miejscowość administracyjnie należała do województwa siedleckiego.
W Pniewniku znajduje się szkoła podstawowa.
Wieś jest siedzibą rzymskokatolickiej parafii św. Jana Chrzciciela w Pniewniku.